# Gongsun Zan
Gongsun Zan, scritto anche Kungsun Tsan, nome di cortesia Bogui (... – 199), è stato un generale cinese vissuto durante gli ultimi giorni della Dinastia Han Orientale.

## Biografia

### I primi anni, la grande coalizione e le guerre civili
Compagno di studi di Liu Bei, e Lu Zhi, partecipò alla grande coalizione contro l'usurpatore Dong Zhuo.
Dopo il collasso dell'alleanza, il clan più potente della Cina erano gli Yuan, divisi in due rami, quello del fratello maggiore Yuan Shao a nord, nella regione di Hebei, e quello del minore nelle pianure centrali, Yuan Shu: sfruttando un dissidio tra i due Boui si alleò con quest'ultimo e mando suo nipote a combattere sotto il generale di Yuan shu Sun Jian (la leggendaria Tigre di Jiangdong, padre di Sun Ce e Sun Qian, famosi capi dello stato di Wu, dei regni del sud), il nipote morì, e Gongsun Zan sfruttò questa morte per fare la guerra al fratello maggiore, contendendogli la regione di Hebei a nord del fiume Giallo.
Per competere con le tribù nomadi che erano stanziate a nord della Grande Muraglia, proprio nella zona sotto il suo controllo, Bogui organizzò un'unità d'elite, che fungeva da avanguardia, composta da tiratori a cavallo, che montavano stalloni bianchi (sacri per i nomadi della steppa come i Wuhuan, o gli Xianbei, o gli Unni), questo reparto era chiamato "L'unità del cavallo bianco" o "dello stallone bianco" o i "volontari dello stallone bianco), i nomadi in virtù della sacralità del cavallo bianco per loro, appena avvistati questi arcieri a cavallo, fuggivano in preda al panico, o li evitavano.

### La guerra con Yuan Shao
Al comando di Bogui c'erano valenti comandanti come Tian Kai, o Zhao Yun (che successivamente divenne una figura leggendaria di quest' epoca sotto il comando di Liu Bei, il compagno di studi di Bogui), ma forse per una strategia errata, o per sfortuna, non riuscì a piegare l'esercito di Yuan Shao (anch'esso composto da valenti comandanti e da unità d'elite).

### La battaglia di Jieqiao
Il primo scontro tra i due avvenne sul fiume Qing, dove Bogui aveva posizionato la sua fanteria nella formazione a quadrato, con la cavalleria ai lati, e al centro la famosa unità dello stallone bianco.
Le forze in campo grosso modo si equivalevano, e Yuan Shao (che a differenza di Gongsun Zan aveva un esercito composto in gran parte da fanteria) si schierò per la battaglia.
L'avanguardia dell'esercito di quest'ultimo era composta dalla famosa "Avanguardia Suicida", un reparto d'assalto d'elite al comando del generale Qu Yi, composto da 800 fanti d'assalto, e mille balestrieri d'elite, dietro di loro c'era il resto della fanteria, comandata da Yuan Shao stesso.
Osservando lo schieramento avversario Bogui ordinò alla cavalleria di caricare a fondo, con l'ordine di "spezzare la formazione nemica", ovvero mettere in fuga le prime linee col risultato di travolgere il resto dell'armata nemica.
L' "Avanguardia Suicida" (chiamata così perché era sempre la prima ad entrare in contatto col nemico, con assalti furiosi e brutali, e spericolati soprattutto, spesso vincendo la battaglia ancora prima dell'arrivo del grosso dell'armata) aspettò che la cavalleria nemica arrivasse a pochi metri, e mentre i balestrieri lanciarono una nube di dardi, i fanti alzarono le lance, col risultato di falciare i cavalieri di Bogui, che perse anche il suo generale Yan Gang (le fonti dicono che mille teste furono raccolte dagli uomini di Yuan Shao).
Fallita la carica, Bogui si ritirò e cercò di riposizionarsi in un luogo migliore, ma la sua retroguardia fu raggiunta al ponte Jie e massarata dalle truppe d'assalto di Qu Yi,  e il suo accampamento fu catturato.
Poco dopo però Yuan Shao fu sul punto di essere ucciso, e gli uomini di Bogui persero un'occasione d'oro quando egli avanzò con pochi balestrieri di scorta e si trovò sotto il fuoco nemico (i tiratori non sapendo di avere Yuan Shao sotto tiro, si ritirarono dopo poche salve, il tanto per farli allontanare).
Questa battaglia segno il passo dell'avanzata di Gongsun Zan verso sud, nel cuore di Hebei, e diede il via alla controffensiva di Yuan Shao, che distruggerà definitivamente le forze del Clan di Bogui anni dopo, nel 199.

### La battaglia di Yijing e la morte
Dopo qualche anno, e altre sconfitte unite ad una carestia nelle sue terre e nel suo esercito, Gongsun Zan optò per una politica più isolazionista (come altri signori della guerra o ufficiali del governo avevano fatto in quegli anni, e cioè creando un feudo, difenderlo, senza farsi coinvolgere nei conflitti per il potere delle pianure centrali).
Decise allora di radunare tutti i suoi rifornimenti in un punto prestabilito, e organizzare un grande solido centro di resistenza per respingere l'assalto di Yuan Shao, e arrivare a strappare condizioni di pace onorevoli.
Costruì una nuova capitale, Yiging, fortificandola, dove costruì molte grandi torri sulla sommità di colline dove i suoi generali e il suo seguito con la corte potessero vivere, c'erano dieci colline, le torri avevano porte di ferro, dove c'era molto grano immagazzinato per resistere all' assedio e vivere lontano dal resto del mondo.
Facendo questo Bogui fece uscire i suoi eserciti fuori dalle loro fortezze dove combattevano, e loro credettero che l'unica opzione era dover combattere duramente, allora disertarono, uccidendo i propri generali e finirono per arrendersi a Yuan Shao, o furono massacrati.
Yuan Shao assediò per molto tempo la città, fino al 198 senza successo.
In quell' anno Bogui mandò suo figlio Gongsun Xu a chiedere aiuto ai banditi Heishan delle montagne, il suo piano era rompere l'assedio con la sua cavalleria ed unirsi ai briganti (resti dei turbanti gialli, che avevano costruito un loro stato sulle montagne, ed erano da sempre alleati di Bogui e nemici giurati di Yuan Shao), per poi attaccare Ji e tagliare la ritirare e le vie di comunicazione al nemico.
Tuttavia Guan Jing lo avvertì che gli uomini erano lì solo per difendere se stessi e le famiglie, e non avrebbe seguitato a combattere se lui avesse abbandonato la fortezza con la cavalleria, quindi fu costretto ad accettare una strategia di logoramento, e resistere più del nemico, finché esso non avesse esaurito i rifornimenti, e fosse stato costretto alla ritirata.
Nella primavera del 199 Gongsun Xu tornò con una nutrita armata di alleati Heisha, e suo padre concordò con lui un piano di attacco da dentro e fuori la fortezza, tuttavia il messaggero fu intercettato dai ricognitori nemici, e il piano fu svelato a Yuan Shao che preparò una contro-imboscata, sostituendosi alla cavalleria di suo figlio, e lanciando il segnale di attacco a Bogui che così cadde nella trappola, la sua cavalleria fu messa in fuga, e i nemici sfruttarono la vittoria costruendo dei tunnel che arrivavano fino al cuore della fortezza, il cui crollo causò la caduta di alcune torri; quando Gongsun Zan si accorse che i nemici erano penetrati in città, uccise la sua famiglia e si suicidò immolandosi.
Gli uomini di Yuan presero la sua testa che fu mandata a Xuchang per testimoniare la vittoria.
Guan Jing sentendosi in colpa quando capì che il suo consiglio aveva portato il suo signore alla sconfitta, caricò col suo cavallo contro l'esercito nemico morendo per raggiungerlo nell'aldilà.
Anche Tian Kai e Gongsun Xu furono uccisi in battaglia, e gli alleati Heishan dispersi, almeno temporaneamente.
La notizia della morte di Bogui raggiunse il suo amico e ex camerata Liu Bei, affliggendolo molto.